# Eschiva de Bures
Eschiva de Bures (zm. w 1187 lub później) – księżniczka Galilei w latach 1158 – 1187.
Historycy spierają się o to, kim byli rodzice Eschivy. Martin Rheinheimer uważa, że mogła ona być córką Elinarda de Bures lub Radulfa z Issy, bratanka Williama de Bures. Teorie te odrzuca Hans Eberhard Mayer, twierdząc, że pierwsze jest niemożliwe, zaś drugie mało prawdopodobne ze względu na fakt, że Radulf wstąpił do zakonu Templariuszy. Według Mayera Eschiva miałaby być córką Williama de Bures i Ermengardy z Ibelinu, którą poślubił około 1135 roku.
Eschiva została wydana za Gautiera de Saint-Omer w 1158. Po jego śmierci w 1174 ponownie wyszła za mąż za Rajmunda III, hrabiego Trypolisu.
Eschiva przebywała w Tyberiadzie, kiedy miasto w 1187 r. obległ Saladyn. Jej mąż przebywał w tym czasie wraz z królem Gwidonem de Lusignan w obozie w Seforis. Księżniczka wraz z częścią rycerzy schroniła się w twierdzy tyberiadzkiej i posłała wiadomość do męża z prośbą o pomoc. Ten jednak odradzał ruszanie na odsiecz przeciwko licznej i dobrze zaopatrzonej armii Saladyna. Król nie posłuchał go i wyruszył w stronę Tyberiady. Starcie z armią muzułmańską miało miejsce pod Hittin, gdzie armia chrześcijańska została rozbita. Tyberiada poddała się dzień później, jednak oblegający żołnierze pozwolili Eschivie i jej rycerzom odejść wolno do Trypolisu.
Spekuluje się, że Eschiva opuściła oblężone miasto przez jeden z wydrążonych w tym celu tuneli, jednak widząc, że odsiecz nie nadchodzi, powróciła do twierdzy, aby jej bronić.